# Andreas Ransiek
Andreas Ransiek (* 1960 in Bielefeld) ist ein deutscher Jurist und Hochschullehrer an der Universität Bielefeld.

## Leben
Ransiek studierte ab 1979 Rechtswissenschaften an der Universität Bielefeld, wo er 1986 sein Erstes Juristisches Staatsexamen ablegte. In der Folge arbeitete er als wissenschaftlicher Mitarbeiter, nach seinem Zweiten Staatsexamen als wissenschaftlicher Assistent an der Universität Bielefeld. An seine Promotion bei Otto Backes im Jahre 1988 schloss Ransiek ein Studium an der Universität von Kalifornien in Berkeley an, das er 1991 mit dem Erwerb des Titels Master of Laws abschloss. Danach kehrte er nach Bielefeld zurück, um sich seiner Habilitation zu widmen. Diese schloss er 1994 ab und erhielt die venia legendi für die Fächer Strafrecht, Strafprozessrecht und Rechtsvergleichung.
Anschließend vertrat Ransiek Lehrstühle an den Universitäten Bonn und Würzburg. 1994 nahm er einen Ruf der Universität Osnabrück unter Ablehnung von Rufen der Universitäten Jena und Köln an. Dort war er ab 2002 geschäftsführender Direktor des neu gegründeten Instituts für Wirtschaftsstrafrecht. Zum Sommersemester 2007 wechselte Ransiek auf seinen aktuellen Lehrstuhl für Strafrecht und Strafprozessrecht, insbesondere Wirtschaftsstrafrecht an der Universität Bielefeld.
Andreas Ransiek ist verheiratet und Vater von zwei Kindern. Seine Forschungsschwerpunkte liegen vor allem im Wirtschaftsstrafrecht, dem
Strafprozessrecht und der Rechtsvergleichung.

## Veröffentlichungen (Auswahl)
- Gesetz und Lebenswirklichkeit: das strafrechtliche Bestimmtheitsgebot. R. v. Deckers Verlag, Heidelberg 1989, ISBN 3-7685-2189-3 (Dissertation).
- Unternehmensstrafrecht – Strafrecht, Verfassungsrecht, Regelungsalternativen. C.F. Müller, Heidelberg 1996, ISBN 978-3-8114-8095-7 (Habilitationsschrift).
- Die Rechte des Beschuldigten in der Polizeivernehmung. R. v. Deckers Verlag, Heidelberg 1998, ISBN 978-3-7685-1890-1.